# Ермиловка (Омская область)
Ермиловка — село в Тевризском районе Омской области России. Административный центр и единственный населённый пункт Ермиловского сельского поселения.

## История
Село Ермиловское было основано в 1897 году. По данным 1928 года в Ермиловском имелось 48 хозяйств и проживал 241 человек (в основном — белорусы). Функционировали школа и лавка общества потребителей. В административном отношении Ермиловское являлось центром сельсовета Тевризского района Тарского округа Сибирского края.

## География
Село находится в северной части Омской области, на правом берегу реки Туй, вблизи места впадения в неё реки Ермиловка, на расстоянии примерно 33 километров (по прямой) к северо-востоку от посёлка городского типа Тевриз, административного центра района. Абсолютная высота — 65 метров над уровнем моря.

## Население
| 1926 | 2010 | 2011 | 2012 | 2013 | 2014 | 2015 |
| ---- | ---- | ---- | ---- | ---- | ---- | ---- |
| 241  | ↘192 | →192 | ↘184 | →184 | →184 | ↘173 |
| 2016 | 2017 | 2018 | 2019 | 2020 | 2021 | 2023 |
| ↘160 | ↘156 | ↘147 | ↘137 | ↘134 | ↘85  | ↘77  |

Гендерный состав
По данным Всероссийской переписи населения 2010 года в гендерной структуре населения мужчины составляли 52,6 %, женщины — соответственно 47,4 %.
Национальный состав
Согласно результатам переписи 2002 года, в национальной структуре населения русские составляли 95 %.

## Инфраструктура
В селе функционируют основная общеобразовательная школа, фельдшерско-акушерский пункт (структурное подразделение Тевризской ЦРБ), сельский клуб и отделение Почты России.

## Улицы
Уличная сеть села состоит из четырёх улиц.